# Suzana Borges
Maria Susana Martins Ferreira Borges (Lisboa, 7 de julho de 1956),[carece de fontes?] mais conhecida apenas por Suzana Borges,  é uma actriz portuguesa.
Licenciada em Filosofia, com pós-graduação em Filosofia Contemporânea, enveredou pela representação, tendo realizado estágios com Rudy Shelley e Lin Britt, do Old Vic Bristol School, Markert e Eva Winkler, do RDA de Berlim, e Marcia Haufrecht do Lee Strasberg Theatre Institute.[carece de fontes?]
Em 1992 participou na telenovela Pedra sobre Pedra, co-produção da Rede Globo e  RTP1.

## Teatro
Representou variados autores, entre eles Bertolt Brecht, Samuel Beckett, Tennessee Williams, Frank Wedekind, Whitehead, Beth Henley, J. B. Priestley, José Luís Peixoto, Irene Lisboa ou Cecília Meireles. Foi dirigida por encenadores como João Canijo, Caldeira Pires, Osório Mateus, Rui Madeira, João Lagarto, Fernando Heitor, Fernanda Lapa, Manuel Cintra, João Lourenço ou Diogo Dória. [carece de fontes?]
Encenou Uale – não posso encontrar, de José Luís Peixoto e Adília Lopes e criou vários espectáculos, como A Vida Não é Literatura, de Irene Lisboa, além de recitais literários, em que também participou, divulgando a obra de Emily Dickinson, Eça de Queirós, Fernando Pessoa, Álvaro de Campos, Luís de Camões ou Sophia de Mello Breyner.[carece de fontes?]
| Ano  | Peça      | Teatro             | Autoria       | Encenação    | Ref.  |
| ---- | --------- | ------------------ | ------------- | ------------ | ----- |
|      | Hanjo     |                    | Yukio Mishima | Paulo Lage   | [ 3 ] |
| 2015 | Allo Allo | Teatro da Trindade |               | João Didelet |       |

## Cinema
| Ano  | Título                                                    | Personagem                  |
| ---- | --------------------------------------------------------- | --------------------------- |
| 1987 | Repórter X                                                | Ana Sturr                   |
| 1987 | Serenidade                                                | Isabel                      |
| 1988 | Os Emissários de Khalom                                   | Paulina / Lúcia             |
| 1988 | Mensagem                                                  | ?                           |
| 1990 | O Processo do Rei                                         | Joana de Almeida            |
| 1992 | Zwischensaison                                            | Sra. Ammann                 |
| 1993 | Sombras en una batalla                                    | Mulher de José              |
| 1995 | Une femme dans la tourmente                               | Angela                      |
| 1996 | Sur un air de mambo                                       | Brigitte                    |
| 1998 | Tráfico                                                   | Cícero                      |
| 2000 | A Falha                                                   | Maria Filipa                |
| 2000 | Tarde Demais                                              | Mãe de Laura                |
| 2001 | Quem És Tu?                                               | D. Madalena de Vilhena      |
| 2002 | O Rapaz do Trapézio Voador                                | Maria dos Anjos             |
| 2003 | A Mulher que Acreditava Ser Presidente dos Estados Unidos | Leonor Ferreira Bastos      |
| 2003 | Vai e Vem                                                 | Hortênsia Vuvu              |
| 2004 | Lá Fora                                                   | Luísa (mulher de Cristiano) |
| 2005 | O Fatalista                                               | Estalajadeira               |
| 2005 | A Luz na Ria Formosa                                      | Mãe                         |
| 2006 | O Inimigo Sem Rosto                                       | Laura                       |
| 2007 | Corrupção                                                 | Magistrada                  |
| 2010 | Filme do Desassossego                                     | Senhora no Restaurante      |
| 2018 | Ruth                                                      | Turista francesa            |

## Televisão
| Ano       | Programa                         | Personagem                              | Canal           |
| --------- | -------------------------------- | --------------------------------------- | --------------- |
| 1987      | A Tribo dos Penas Brancas        | Helana                                  | RTP             |
| 1988      | A Mala de Cartão                 | Professora                              | RTP             |
| 1992      | Pedra sobre Pedra                | Inez                                    | Rede Globo, RTP |
| 1993      | A Banqueira do Povo              | Maria do Carmo                          | RTP             |
| 1994      | Sozinhos em Casa                 | Márcia                                  | RTP             |
| 1994/1995 | Desencontros                     | Manuela                                 | RTP             |
| 1996      | Polícias (série)                 | Mãe                                     | RTP             |
| 1997      | Ballet Rose                      | Eva                                     | RTP             |
| 1998      | Jornalistas                      | Irene Fonseca                           | SIC             |
| 1999      | O Fura-Vidas                     | Maria Antónia                           | SIC             |
| 1999      | Cruzamentos                      | Matilde                                 | RTP             |
| 2000      | Médico de Família                | Chefe de Teresa                         | SIC             |
| 2000      | Querido Professor                | Sofia                                   | SIC             |
| 2000      | Jardins Proibidos                | Mafalda Ávila Ramos                     | TVI             |
| 2001      | Segredo de Justiça               |                                         | RTP             |
| 2001      | O Espírito da Lei                | Teresa                                  | SIC             |
| 2002      | Super Pai                        |                                         | TVI             |
| 2002      | O Olhar da Serpente              | Isaura Sinfães Vasconcelos              | SIC             |
| 2004      | Inspector Max                    | Diana                                   | TVI             |
| 2004      | Uma Aventura na Noite das Bruxas | Palmira                                 | SIC             |
| 2005      | Ninguém como Tu                  | Beatriz Paiva Calado                    | TVI             |
| 2006      | Jura                             | Mariana Carvalho                        | SIC             |
| 2007      | Conta-me Como Foi                | Lálá Lemos                              | RTP             |
| 2007      | O Dia do Regicídio               | Rainha Maria Amélia de Orleães Bragança | RTP             |
| 2007/2008 | Vila Faia                        | Beatriz Marques Vila                    | RTP             |
| 2008      | Liberdade 21                     | Jacinta                                 | RTP             |
| 2009      | Deixa Que Te Leve                | Sofia Távora Gonzaga Valenti            | TVI             |
| 2011      | Pai à Força - II                 | Helena                                  | RTP             |
| 2012      | Louco Amor                       | Leonor Correia                          | TVI             |
| 2014      | Bem-Vindos a Beirais             | Rosário Bettencourt                     | RTP             |
| 2016      | A Única Mulher                   | Caetana                                 | TVI             |

## Obras
- Borges, Suzana; Freire, Adriana (2005). Desavergonhadamente Pessoal – O Trabalho dos Actores. [S.l.]: Oficina do Livro. 285 páginas. ISBN 9789895551071